# Богдан-2310
Богдан-2310 (Bogdan-2310 (англ.)) — український легковий автомобіль з кузовом типу пікап. Вироблявся на Черкаському автомобілебудівному заводі «Богдан» з вересня 2009 до 2014 року.
Богдан 2310 збудований на базі автомобіля Lada 2110.
Автомобіль довжиною 4 265 мм та вантажним відсіком (об'єм 2,5 м3 без урахування простору всередині спойлеру) оснащено 8- та 16-ти клапанними двигунами об'ємом 1,6 літра потужністю відповідно 80 та 89 к.с.
За рахунок модернізації підвіски вантажопідйомність новинки становить орієнтовно 500—700 кг.
Колісна база автомобіля може бути подовжена за потреби на 270 мм.
Конструкція фургону розроблена з урахуванням можливості заводського встановлення газобалонного обладнання.

## Технічні характеристики

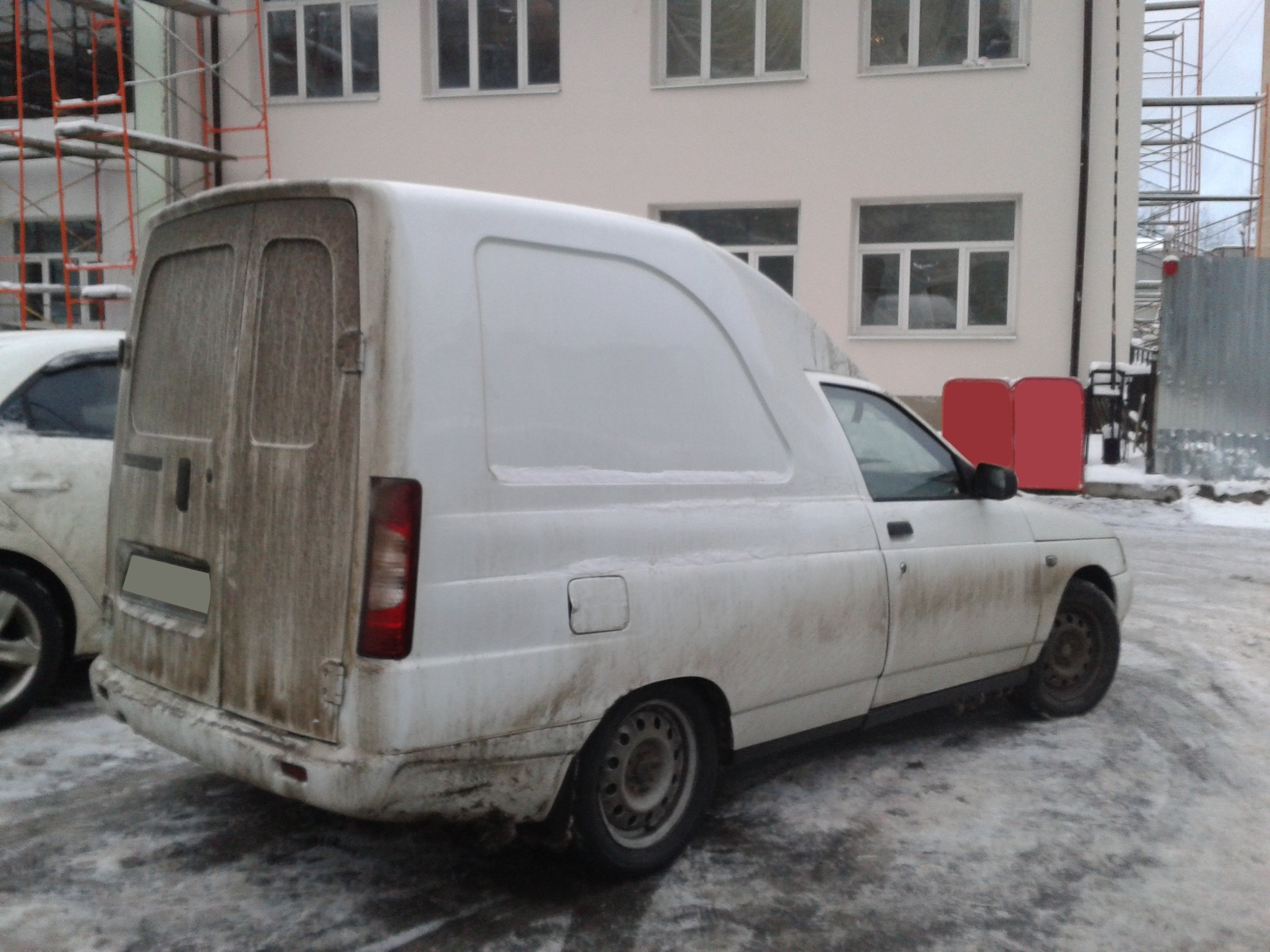
Богдан-2310 в Москві

| Характеристика                       | Дані             |
| ------------------------------------ | ---------------- |
| Двигун                               | ВАЗ-21101        |
| Об'єм двигуна                        | 1597             |
| Тип двигуна                          | 21124            |
| Тип КПП                              | 5 мех.           |
| Кількість місць                      | 2                |
| Дорожній просвіт (кліренс)           | 160 мм           |
| Паливний бак                         | 40 п             |
| Маса спорядженого автомобіля         | 1050 кг          |
| Повна маса                           | 1600 кг          |
| Потужність двигуна                   | 80 кінських сил  |
| Максимальний обертальний момент      | 120              |
| Максимальна швидкість                | 165 км/год       |
| Час розгону до 100 км/год            | 18 с             |
| Витрати палива в місті на 100 км     | 8 л              |
| Витрати палива поза містом на 100 км | 5,7 л            |
| Система подачі палива                | ел. вприскування |
| Кількість циліндрів                  | 4                |
| Тип кузова                           | фургон           |
| Довжина                              | 4,27 м           |
| Ширина                               | 1,68 м           |
| Висота                               | 1,87 м           |
| Колісна база                         | 2,49 м           |
| Корисна площа                        | 1,9 м²           |
| Корисний об'єм фургона               | 2,5 м³           |
| Довжина фургона                      | 1,56 м           |
| Ширина фургона                       | 0,9-1,4 м        |
| Висота отвору задніх дверей          | 1,26 м           |
| Ширина отвору задніх дверей          | 1,29 м           |
| Висота жорсткої надбудови            | 1,31 м           |
| Ширина жорсткої надбудови            | 1,68 м           |
| Задній звис                          | 0,94 м           |

## Рестайлінг 2012
У 2012 році автомобіль піддався невеликому рестайлінгу.
Фахівці корпорації «Богдан», вирішивши трохи освіжити зовнішність автомобіля, розробили для моделі 2310 новий передній бампер і ґрати радіатора. Крім того, перегляду зазнали і деякі інші деталі.

## Ціна
Ціна в Україні на автомобілі Богдан-2310 станом на січень 2011 року становить 68 800,00 грн.